# Ferdynand Karol

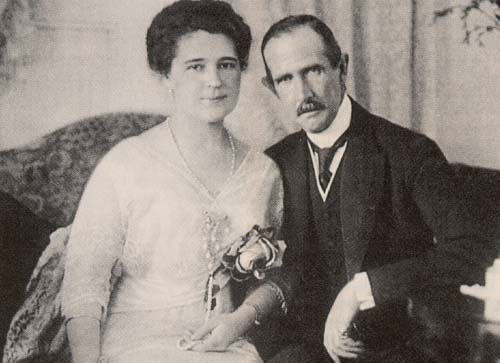
Ferdynand Karol z żoną

Ferdynand Karol Ludwik Józef Jan Habsburg-Lotaryński, (niem. Erzherzog Ferdinand Karl Ludwig Joseph Johann von Habsburg-Lothringen (ur. 27 grudnia 1868 w Wiedniu – zm. 10 marca 1915 w Monachium) – trzeci syn arcyksięcia Karola Ludwika i arcyksiężnej Marii Annunziaty. Młodszy brat Franciszka Ferdynanda, następcy tronu Austrii – zamordowanego w Sarajewie; generał major cesarskiej i królewskiej Armii.

## Życiorys
Ferdynand Karol przeznaczony został do kariery wojskowej. 29 listopada 1891 otrzymał Order Korony Rucianej, a 31 stycznia 1893 Order Korony Wirtemberskiej. 26 kwietnia 1893 awansował na stopień porucznika. Już w październiku 1893 został przeniesiony do elitarnego pułku tyrolskich kirasjerów. W latach 1895–1897 awansował kolejno na stopień majora a następnie podpułkownika. W 1888 pełnił służbę w 4 Tyrolskim Pułku Strzelców Cesarskich w Linzu na stanowisku komendanta 4. batalionu. W 1899 został wyznaczony na stanowisko komendanta 3 Tyrolskiego Pułku Strzelców Cesarskich w Wiedniu. W tym samym roku został szefem Węgierskiego Pułku Piechoty Nr 48 w Sopronie. 26 października 1902 został mianowany na stopień generała majora i wyznaczony na stanowisko komendanta 18 Brygady Piechoty w Pradze. 18 października 1904 został zwolniony ze stanowiska.
Od dzieciństwa przejawiał arcyksiążę zamiłowanie do teatru. Chciał zostać, jak mawiał, dyrektorem Burgtheater, czyli Teatru Jego Cesarskiej Mości w Wiedniu. Interesował się literaturą i muzyką. Choć żył po zawarciu małżeństwa z dala od Wiednia otrzymał pozwolenie na uczestnictwie w pogrzebie arcyksięcia Franciszka Ferdynanda. Mimo iż sam w tym czasie był już poważnie chory. Sprawiał wrażenie człowieka starego, wyniszczonego przez życie.
Karierę wojskową arcyksięcia zakończył romans, a następnie zawarcie morganatycznego małżeństwa. Arcyksiążę zakochał się w Bercie Czuber (1879–1979), córce profesora uniwersyteckiego – Emanuela Czubera. Ferdynand Karol i Berta postanowili wziąć ślub, ale rodzina Habsburgów i sam cesarz austriacki – Franciszek Józef I, kategorycznie sprzeciwiła się związkowi morganatycznemu. Arcyksiążę nie posłuchał i ożenił się z Bertą. W konsekwencji w sierpniu 1911 został wydalony z domu oraz wykreślony z listy oficerów armii. Został również pozbawiony tytułów (m.in. szefa pułku) i orderów oraz wygnany z cesarstwa. Zamieszkał z żoną w Monachium. W ten sposób jako Herr Ferdynand Burg formalnie przestał istnieć dla rodziny. Zmarł daleko od rodziny u boku ukochanej żony w marcu 1915 roku w wieku 47 lat.

## Ordery i odznaczenia
- 1884 – Order Złotego Runa (Austro-Węgry)
- 1898 – Krzyż Zasługi Wojskowej (Austro-Węgry)
- 1902 – Brązowy Medal Zasługi Wojskowej (Austro-Węgry)
- 1891 – Order Korony Rucianej (Saksonia)
- 1893 – Krzyż Wielki Orderu Korony (Wirtembergia)
- 4 czerwca 1897 – Order Świętego Huberta (Bawaria)
- 1898 – Krzyż Wielki Orderu Orła Białego (Serbia)
- 1900 – Łańcuch Orderu Karola III (Hiszpania)
- 1900 – Wielka Wstęga Orderu Cesarskiego Portretu z brylantami (Persja)
- 1901 – Wielka Wstęga Orderu Chryzantemy (Japonia)
- 1901 – Krzyż Wielki Orderu Sokoła Białego (Saksonia-Weimar)
- 1901 – Order Orła Czarnego (Prusy)
- 1992 – Krzyż Wielki Orderu Maltańskiego (SMOM)
- 1902 – Order Świętego Andrzeja (Rosja)[1]

## Genealogia
| Prapradziadkowie                                    | cesarz rzymsko-niemiecki Leopold II Habsburg (1747-1792) ∞ 1765 Maria Ludwika Burbon (1745–1792)  | król Obojga Sycylii Ferdynand I Burbon (1751-1825) ∞1768 Maria Karolina Habsburg                  | Fryderyk Michał Wittelsbach (Pfalz-Birkenfeld) (1724-1767) ∞1746 Maria Franciszka Wittelsbach (Pfalz-Sulzbach) (1724-1794) | Karol Ludwik Badeński (1755–1801) ∞1775 Amalia Fryderyka Hessen-Darmstadt (1754-1832)                   | Ferdynand I Burbon (1751-1825) ∞1768 Maria Karolina Habsburg (1752–1814)                          | Karol IV Burbon (1748-1819) ∞1765 Maria Ludwika Burbon-Parmeńska (1751-1819)                      | Leopold II Habsburg (1747-1792) ∞1765 Maria Ludwika Burbon (1745–1792)                            | Fryderyk Wilhelm Nassau-Weilburg (1768-1816) ∞ 1788 Luiza Izabela Kirchberg (1772-1827)           |
| Pradziadkowie                                       | Franciszek II Habsburg (1768-1835) ∞1790 Maria Teresa Burbon-Sycylijska (1770-1804)               | Franciszek II Habsburg (1768-1835) ∞1790 Maria Teresa Burbon-Sycylijska (1770-1804)               | król Bawarii Maksymilian I Józef Wittelsbach (1756-1825) ∞ 1797 Karolina Fryderyka Badeńska (1776-1841)                    | król Bawarii Maksymilian I Józef Wittelsbach (1756-1825) ∞ 1797 Karolina Fryderyka Badeńska (1776-1841) | król Obojga Sycylii Franciszek I Burbon (1777-1830) ∞ 1802 Maria Izabela Burbon (1789-1848)       | król Obojga Sycylii Franciszek I Burbon (1777-1830) ∞ 1802 Maria Izabela Burbon (1789-1848)       | Karol Ludwik Habsburg (1771-1847) ∞ 1815 Henrietta Nassau-Weilburg (1797–1829)                    | Karol Ludwik Habsburg (1771-1847) ∞ 1815 Henrietta Nassau-Weilburg (1797–1829)                    |
| Dziadkowie                                          | arcyksiążę Franciszek Karol Habsburg (1802-1878) ∞1824 Zofia Wittelsbach (1805-1872)              | arcyksiążę Franciszek Karol Habsburg (1802-1878) ∞1824 Zofia Wittelsbach (1805-1872)              | arcyksiążę Franciszek Karol Habsburg (1802-1878) ∞1824 Zofia Wittelsbach (1805-1872)                                       | arcyksiążę Franciszek Karol Habsburg (1802-1878) ∞1824 Zofia Wittelsbach (1805-1872)                    | król Obojga Sycylii Ferdynand II Burbon (1810-1859) ∞1837 Maria Teresa Habsburg (1816-1867)       | król Obojga Sycylii Ferdynand II Burbon (1810-1859) ∞1837 Maria Teresa Habsburg (1816-1867)       | król Obojga Sycylii Ferdynand II Burbon (1810-1859) ∞1837 Maria Teresa Habsburg (1816-1867)       | król Obojga Sycylii Ferdynand II Burbon (1810-1859) ∞1837 Maria Teresa Habsburg (1816-1867)       |
| Rodzice                                             | arcyksiążę Karol Ludwik Habsburg (1833-1896) ∞1862 Maria Annunziata Burbon-Sycylijska (1843-1871) | arcyksiążę Karol Ludwik Habsburg (1833-1896) ∞1862 Maria Annunziata Burbon-Sycylijska (1843-1871) | arcyksiążę Karol Ludwik Habsburg (1833-1896) ∞1862 Maria Annunziata Burbon-Sycylijska (1843-1871)                          | arcyksiążę Karol Ludwik Habsburg (1833-1896) ∞1862 Maria Annunziata Burbon-Sycylijska (1843-1871)       | arcyksiążę Karol Ludwik Habsburg (1833-1896) ∞1862 Maria Annunziata Burbon-Sycylijska (1843-1871) | arcyksiążę Karol Ludwik Habsburg (1833-1896) ∞1862 Maria Annunziata Burbon-Sycylijska (1843-1871) | arcyksiążę Karol Ludwik Habsburg (1833-1896) ∞1862 Maria Annunziata Burbon-Sycylijska (1843-1871) | arcyksiążę Karol Ludwik Habsburg (1833-1896) ∞1862 Maria Annunziata Burbon-Sycylijska (1843-1871) |
| Ferdynand Karol (arcyksiążę austriacki) (1868-1915) |                                                                                                   |                                                                                                   | | |                                                                                                   |                                                                                                   |                                                                                                   |                                                                                                   |